# Lauliʻi
Lauliʻi – wieś w Samoa Amerykańskim; na wyspie Tutuila; 892 mieszkańców (2010).